# Обикновена клокочка
Обикновената клокочка или (Staphylea pinnata) е храст или малко дърво с височина до 8 m от семейство Клокочкови. Листата са съставни, нечифтоперести и се състоят от 5 или 7 ситно назъбени листчета. Цвете са бели, събрани в увиснали роздовидни съцветия. Плодовете са едри мехунки със зелени кожести стени. Във всеки плод има по две или три семена, които при раздвижване издават специфичен звук, откъдето идва името на растението. Обикновената клокочка се среща поединично по каменисти места и храсталаци в долния пояс до височина около 1000 m.
- Общ вид
- Пъпка
- Цвят
- Клонка с мехунки
- Отворен плод